# Jak Iwanuszka szukał cudu
Jak Iwanuszka szukał cudu / Jak Iwanuszka-Rozrabiaka szukał cudu (ros. Как Иванушка-дурачок за чудом ходил, Kak Iwanuszka-duraczok za czudom chodił) – radziecka baśń filmowa z 1976 roku w reżyserii Nadieżdy Koszewierowej. Film powstał na podstawie scenariusza Michaiła Wolpina. Historia ubogiego chłopaka, który wyrusza do krainy cudów, by uzdrowić ciężko chorą dziewczynę.

## Fabuła
Historia biednego chłopca o imieniu Iwanuszka, który dziwnym trafem zdobywa worek pełen kosztowności. Worek ten wręcza kupcowi – Markowi Bogatemu, który nie wierzy w bezinteresowność chłopca i postanawia się go pozbyć. Na szczęście chłopakowi udaje się uciec. Nastieńka, córka kupca jest zakochana w Iwanuszce, z rozpaczy za ukochanym popada w ciężką chorobę i tylko cud może ją ocalić. Aby uzdrowić Nastieńkę dzielny Iwanuszka wyrusza w daleką podróż w poszukiwaniu "owego cudu".

## Obsada
- Oleg Dal jako Iwanuszka
- Jelena Prokłowa jako Nastieńka
- Michaił Głuzski jako Marko Bogaty
- Tatiana Peltzer jako Baba Warwara
- Władimir Etusz jako fakir
- Andriej Popow jako Łukomor
- Aleksandr Bieniaminow jako Łuka
- Marija Barabanowa jako Baba Jaga
- Igor Dmitrijew jako król
- Michaił Bojarski jako koniokrad
- Siergiej Filippow jako lekarz

## Wersja polska
Reżyser dubbingu: Zofia Dybowska-Aleksandrowicz
Głosów użyczyli:
- Krzysztof Kołbasiuk jako Iwanuszka
- Ewa Kania jako Nastieńka
- Henryk Machalica jako Marko Bogaty
- Wanda Łuczycka jako Baba Warwara

Źródło: